# Verlängerung – Das MV1 Sportjournal
Verlängerung ist eine seit Oktober 2012 monatlich ausgestrahlte Sportsendung auf MV1 mit informativen, authentischen und auch kritischen Sportberichten aus dem Bundesland Mecklenburg-Vorpommern. Realisiert und produziert wird das MV1 Sportjournal von der Rostocker Medienproduktionsfirma Juni Media.

## Themen
Hauptaugenmerk liegt hierbei auf Berichten, Hintergründen und Interviews aus den heimischen Sportarten wie beispielsweise Leichtathletik, Handball oder Fußball. Weiterhin werden auch Beiträge über Randsportarten gesendet. Der regionale Bezug zum Bundesland Mecklenburg-Vorpommern steht dabei im Fokus des Sportjournals.
Themen der ersten Sendungen waren der ehemalige Schwimm-Star Thomas Rupprath, die Judo-Gold-Zwillinge Ramona und Carmen Brussig der Paralympics 2012 sowie die Ironman-Teilnehmer Michael und Andreas Raelert.

## Sendungen
| Sendung        | Inhalte der Sendung                         | Ausstrahlung      |
| -------------- | ------------------------------------------- | ----------------- |
| Verlängerung 3 | Michael und Andreas Raelert, Ralf Bartels   | 23. November 2012 |
| Verlängerung 2 | Thomas Rupprath, Rostocker Flossenschwimmer | 26. Oktober 2012  |
| Verlängerung 1 | Ramona und Carmen Brussig                   | 5. Oktober 2012   |

## Ausstrahlung
Ausgestrahlt wird Verlängerung – Das MV1 Sportjournal monatlich auf dem landesweiten Fernsehsender MV1 in Mecklenburg-Vorpommern. Darüber hinaus kann das Format auch im Internet angesehen werden.